# Get Blake!
Get Blake! (Persiguiendo a Blake en España) es una serie animada franco-estadounidense producida por Marathon Media y Nickelodeon, y distribuida por Zodiak Kids. En el futuro, Blake Myers será el protector espacial que defienda a la galaxia de las malignas ardillas alienígenas llamadas Ardilianas. La serie es transmitida en Nickelodeon. Para detenerlo, las Ardilianas deberán regresar en el tiempo y atrapar a Blake antes de que las acabe Mientras tanto, Blake y su mejor amigo Mitch están intentando sobrevivir en su loco vecindario. Además de comer tacos y practicar deportes extremos, Blake y Mitch deben esquivar rayos reductores, ataques Ardilianos y aun así encontrar el tiempo para cortar el césped. La serie terminó sus emisiones el 28 de febrero de 2016.
En Latinoamérica, la serie se estrenó en Nickelodeon el 2 de marzo de 2015. En España, la serie se estrenó en Nickelodeon el 6 de abril de 2015.

## Personajes

### Blake Myers
Blake Myers: es el típico chico perseguido por ardillas alienígenas del futuro. Además de convertirse, en un futuro, en un temerario policía espacial que defenderá al planeta del malvado imperio Ardiliano, Blake también disfruta de comer tacos y practicar parkour con su mejor amigo Mitch.

### Mitch de La Cruz
Mitch De La Cruz: es el mejor amigo de Blake y su leal compañero. Le gusta inventar locos artefactos para ayudarlo a vencer a las Ardilianas y nada lo detendrá para mantener a salvo a su mejor amigo. Si las Ardilianas quieren atrapar a Blake ¡Deberán atraparlo a él también!.

### Leonard
Leonard: es el líder ardiliano a veces cree serlo es un gran genio inventando armas poderosas cree que jerome y maxus son imcompetentes es la única de las tres que usa lentes su pelaje es de color amarillento el siempre tiene un buen plan

### Jerome
Jerome: es un Ardiliano alegre y gordo es la más grande del trío (tiene la mente de un niño de 6 años a veces) puede parecer torpe, distraído e infantil pero no saben de lo puede hacer su pelaje es naranjo con un poco de café

### Maxus
Maxus: es un ardiliano de caraccter rudo, poderoso y siempre tiende en desesperarse tiene el pelaje café-naranja oscuro el y jerome parece que son los únicos que saben bailar breakdance además el y jerome son los sobrinos del general ardiliano

### General Ardiliano
General Ardiliano: es el tío de jerome y maxus tiene un pelaje parecido al de maxus es un verdad:ero fanático del breakdance él le encargo a las tres de capturar a blake, tiene un traje verde con insigneas y un casco de nuez

### Skye Gunderson
Skye Gunderson: es la vecina de Blake e hija de un dentista con la habilidad de siempre hacer las cosas bien. Ella es aventurera, centrada y súper inteligente. Blake está enamorado de ella!